# Раброво (Бугарска)
Раброво (буг. Раброво; рум. Rabova) је село у општини Бојница, Видинска област, Бугарска. Према подацима пописа из 2021. године село је имало 268 становника (према попису из 2011. било је 446 становника).
Раброво се налази у близини границе са Србијом, а поред села протиче Рабровска река, притока реке Тополовец. У селу се налази црква Вазнесења Господњег.

## Демографија
Према подацима пописа из 2021. године село је имало 268 становника док је према попису из 2011. било 446 становника што је мање за 40%. Већину становништва чине Бугари.
| Етнички састав према попису из 2011.‍ | Етнички састав према попису из 2011.‍ | Етнички састав према попису из 2011.‍ | Етнички састав према попису из 2011.‍ | Етнички састав према попису из 2011.‍ |
| ------------------------------------ | ------------------------------------ | ------------------------------------ | ------------------------------------ | ------------------------------------ |
|                                      |                                      |                                      |                                      |                                      |
| Бугари                               | Бугари                               |                                      | 258                                  | 57,85%                               |
| Остали и неизјашњени                 | Остали и неизјашњени                 |                                      | 22                                   | 4,93%                                |
| Нису одговорили                      | Нису одговорили                      |                                      | 166                                  | 37,22%                               |